# Clifden
Clifden (en gaèlic irlandès An Clochán o "esglaons de pedra") és una vila d'Irlanda, al comtat de Galway, a la província de Connacht. És considerada la capital no oficial de Conamara. Es troba als marges del riu Owenglen que va a morir a la badia de Clifden. Està unida a Galway per la carretera N59 i és un dels principals destins turístics de Conamara.

## Història
Clifden és un dels últims pobles construïts a Irlanda. John D'Arcy (1785–1839) qui vivia al castell de Clifden (construït el 1818, ara en ruïnes) el va fundar en el segle xix en una temptativa per atreure comerç a la zona.
Per la situació de Clifden al costat del riu i l'oceà Atlàntic, el poble va créixer ràpidament fins a aconseguir la prosperitat en la pesca. A més la situació geogràfica del poble li permet ser un lloc de turisme pel paisatge de l'aigua i les muntanyes.
En 1843 Daniel O'Connell va fer un 'Monster Meeting' a Clifden (potser 100.000 persones) per tal de rebutjar l'Acta d'Unió de 1800. El poble va sofrir moltes dificultats a causa del Gran Fam Irlandesa. Moltes persones van morir, el negoci es va perdre, i el poble va fallir. El 90% de la població vivia dels subsidis el 1849. No obstant això, el poble va poder reedificar-se amb subvencions estatals i va tornar a ser una àrea pròspera.
Clifden es va convertir en un poble d'importància en els anys 1900 quan Guglielmo Marconi va construir el primer servei radiofònic fix que connectava Europa amb Amèrica del Nord.
Durant la guerra angloirlandesa es produí l'anomenada "crema de Clifden" (21 de novembre de 1920) emmarcada en els fets de l'anomenat Diumenge Sagnant. Uns membres de l'IRA a Dublón atacaren un grup d'11 civils i militars britànics que treballaven per a intel·ligència, matant-ne quatre. Com a represàlia, forces paramilitars britàniques atacaren Croke Park, matant 12 persones i ferint-ne 60. Thomas Whelan, nascut en 1899 a Clifden, fou arrestat i acusat d'assassinar al capità G.T. Bagelly. Tot i mantenir la seva innocència, Whelan fou condemnat a mort i executat el 14 de març de 1921. Seguint la política del dos per un els membres de l'IRA executaren els membres del RIC Charles Reynolds i Thomas Sweeney a Eddie King's Corner in Clifden. Com a resposta, la diada de Sant Patrici de 1921 (17 de març) un tren amb Black and Tans arribà de Galway i va procedir a cremar 14 cases, assassinar un civil i terroritzar la població.

## Personatges
- John O'Reilly va emigrar a Mèxic, on va organitzar el Batalló de Sant Patrici amb 200 voluntaris irlandesos que lluitaren amb els mexicans en la intervenció nord-americana a Mèxic (1846-1848)[4]

## Agermanaments
- Coyoacán